# Sólo a terceros
«Sólo a terceros» es el primer sencillo del álbum Poetics de la banda de rock mexicana Panda. El sencillo fue promocionado tocándolo en un festival, luego fue tocado por segunda vez en la ciudad de Monterrey, y se dio a conocer en el Twitter del baterista de la banda (el "Kross" de Jorge Vásquez) que ese día la banda tocaría el nuevo sencillo.
El sencillo no fue lanzado hasta el 22 de julio en EXA.fm y el video fue lanzado el 27 de julio en exclusiva de MTV, en el programa Los 10+ pedidos (que significa "Los 10 más pedidos para").
El sencillo "Sólo a Terceros" fue la canción más solicitada de 2009 en el Norte de México y obtuvo el 3.º lugar en el Top 100 de canciones solicitadas de 2009 en el Centro de México.

## Video musical
En el vídeo, la banda aparece tocando en un escenario que nunca antes habían experimentado. Se muestra a un hombre y una mujer, tratando de decirse algo por las palabras del vocalista de la banda José Madero (porque la mujer no quiere dar una explicación pero su "corazón" al igual que el hombre, por eso no no hablo). José aparece vestido de Sacerdote; sin embargo, en una entrevista de algunos premios, dijo que era solo un diseño y no un disfraz. El vídeo fue dirigido por Rodrigo Guardiola, miembro de la banda Zoé.

## Listas
| Lista(2009)                        | Mejor posición |
| ---------------------------------- | -------------- |
| México (Top 100 México)            | 12             |
| Mexico Airplay (Billboard)         | 14             |
| México Español Airplay (Billboard) | 11             |
| México Rock (Top 100 México)       | 35             |